# Yamada Ryōsuke
Yamada Ryōsuke (山田 涼介 (Sơn-Điền Lương-Giới) sinh ngày 9 tháng 5 năm 1993) là một diễn viên, ca sĩ Nhật Bản, thành viên nhóm nhạc Hey! Say! JUMP. Yamada thuộc quản lý của công ty Johnny & Associates.
Sau vai diễn thành công trong bộ phim Tantei Gakuen Q, Yamada thu hút được sự chú ý lớn và bắt đầu trở thành thần tượng tuổi trẻ vào năm 2007. Cùng năm đó, Yamada tham gia vào nhóm nhạc Hey! Say! JUMP và tung ra đĩa nhạc solo đầu tiên của mình năm 2013 - Mystery Virgin với doanh thu đạt mức kỉ lục, trở thành nghệ sĩ tuổi teen đầu tiên trong hơn 3 thập kỷ có đĩa đơn ra mắt đứng hạng nhất trong bảng xếp hạng của Oricon cũng như trở thành một trong 2 người duy nhất trong lịch sử ngành giải trí Nhật Bản đạt được doanh số kỉ lục này trong tuần đầu tiên phát hành đĩa.

## Tiểu sử
Yamada Ryosuke sinh ngày 9 tháng 5 năm 1993 tại Kiryu và lớn lên tại Tokyo, Nhật Bản.

## Sự nghiệp

### 2004-2005: Bắt đầu sự nghiệp
Yamada tham gia vào công ty Johnny and Associates năm 10 tuổi. Mẹ Yamada là người hâm mộ nhóm KinKi Kids (Johnny & Associates), bà đã gửi đơn đăng ký tham gia cuộc thi tuyển thành viên thay cho Yamada. Cuộc thi được tổ chức trong suốt mùa hè năm 2004 và được chiếu trên chương trình Ya-Ya-yah.
Yamada xuất hiện lần đầu tiên trên TV vào tháng 8 năm này.
Anh bắt đầu sự nghiệp làm vũ công dự bị cho , NEWS Lưu trữ ngày 5 tháng 5 năm 2017 tại Wayback Machine (JE),, và xuất hiện thường xuyên trên The Shounen Club từ mùa thu năm 2004.
Trong 2 năm đầu, Yamada phải chiến đấu để giành được chỗ đứng giữa rất nhiều những ứng viên khác. Anh thường bị xếp đứng ở hàng sau, với hơn 50 người đằng trước. Năm 2005, những ứng viên cùng tham gia cuộc thi thử giọng với anh đã có được những thành công của riêng mình, đứng ở hàng trước và được chọn làm thành viên nhóm J.J.Express (một nhóm nhạc gồm 9 người). Yamada tâm sự rằng anh đã sụp đổ khi biết rằng mình không được chọn và đã nghĩ đến việc rời khỏi công ty. Với sự động viên của mẹ và những ứng viên khác, anh quyết định ở lại.
Mùa thu năm 2005, Yamada được chọn làm một trong số những vũ công dự bị chính cho một nhóm nhạc tạm thời gồm 2 thành viên Shuji và Akira. Đây là lần đầu tiên anh nhảy ở trên hàng trước, một bước ngoặt trong sự nghiệp của anh. Anh tiếp tục làm vũ công chính trong 2 năm tiếp theo, cho đến khi debut vào năm 2007.

### 2006-2007: Tantei Gakuen Q và Hey! Say! JUMP
Tiếp nối thành công trong lĩnh vực nhảy, Yamada bắt đầu sự nghiệp diễn xuất. Năm 2006, anh ra mắt lần đầu tiên trong tập phim Tantei Gakuen Q SP với vai Ryuu Amakusa.
Tháng 4 năm 2007, anh được chọn làm thành viên của nhóm nhạc tạm thời Hey! Say! 7 cùng với Arioka Daiki, Takaki Yuya, Nakajima Yuto and Chinen Yuuri. Nhóm phát hành CD đầu tay ngày 1 tháng 8 cùng năm mang tên "Hey! Say!". Nhóm nhạc này hoạt động trong 6 tháng, đến tháng 9 năm 2007.
Từ tháng 7 năm 2007, loạt phim Tantei Gakuen Q được công chiếu và thành công lớn, thu hút được sự chú ý của những cô gái, khiến cho Yamada nhanh chóng trở thành một thần tượng tuổi trẻ sau đó.
Tháng 9 năm 2007, Hey! Say! 7 tan rã. Johnny and Associates thông báo về nhóm nhạc mới của họ, Hey! Say! JUMP (Johnny's Ultra Music Power) với 10 thành viên, chia làm 2 nhóm nhỏ: Hey! Say! BEST (Boys Excellent Select Team) 5 thành viên và Hey! Say! 7 5 thành viên do Yamada làm trưởng nhóm.
Hey! Say! JUMP debut vào 14 tháng 11 năm 2007 với single "Ultra Music Pơwer", bài hát được sử dụng làm nhạc nền cho Thế vận hội Bóng chuyền năm 2007 ở Nhật Bản.

### 2008-2009: Đóng phim và nhóm nhạc NYC boys
Năm 2008, Yamada đã tiến xa trong sự nghiệp diễn xuất của mình. Từ tháng 1 đến tháng 3, anh tham gia bộ phim One-Pound Gospel cùng với đàn anh Kazuya Kamenashi (trưởng nhóm KAT-TUN).
Ngày 12 tháng 4, anh thủ vai chính trong drama Sensei wa Erai. Ngày 14 tháng 6, anh đóng vai chính trong Furuhata Chuugakusei, phần tiếp theo của Furuhata Ninzaburo, một series phim Nhật rất nổi tiếng quay năm 1994. Tác giả Koki Mitani đã lên kế hoạch cho phần tiếp theo này trong gần 10 năm nhưng không thể tìm được một diễn viên trẻ nào có thể diễn vai Ninzaburo Furuhata. Mitani đã nhắm Yamada trong One-Pound Gospel và liên lạc với Johnny để đề nghị Yamada diễn vai này.
Từ tháng 11 đến tháng 12 năm 2008, Yamada quay bộ phim Scrap Teacher: Kyoushi Saitei, thủ vai chính Koichi Takasugi cùng với 3 thành viên Hey! Say! JUMP: Chinen Yuuri, Nakajima Yuto và Arioka Daiki.
Tháng 6 năm 2009, Yamada trở thành trưởng nhóm nhạc NYC boys, Ngày 31 tháng 12 năm 2009, nhóm nhạc xuất hiện trên Kohaku Uta Gassen. Mùa hè năm 2009, Yamada tiếp tục sự nghiệp diễn xuất trong phim Niini no koto wo Wasurenaide.

### 2010-2012: NYC, The Smurfs, Risou no Musuko (Perfect son) và Johnnys' World
Ngày 3 tháng 10, Yamada nhận vai chính trong series phim Hidarime Tantei Eye. Single thứ năm của Hey! Say! JUMP, "Hitomi no Screen" được dùng làm nhạc chủ đề cho bộ phim này.
Tháng 3 năm 2010, ba thành viên chủ chốt của NYC Boys là Nakayama Yuma, Yamada Ryosuke và Chinen Yuri được tách riêng thành NYC. NYC ra single "Yuuki 100%" vào ngày 7 tháng 4 năm 2010.
Tháng 9 năm 2011, anh lồng tiếng cho Clumsy trong phim The Smurfs phiên bản Nhật. Đĩa đơn thứ 8 của Hey! Say! JUMP  được dùng làm nhạc nền của bộ phim.
Năm 2012, sau 2 năm tạm ngừng việc đóng phim, Yamada nhận vai chính trong phim Yamada Akiyoshi Mônogatari.
Từ tháng 1 đến tháng 3 năm 2012, anh đóng vai chính trong series phim Perfect son - Risou no Musuko. Ca khúc chủ đề của phim là "SUPER DELICATE" - single thứ 9 của Hey! Say! JUMP.
Từ tháng 11/2012 đến 1/2013, Yamada giữ vai trò chỉ đạo trong show âm nhạc Johnnys' World. Trong suốt 3 tháng, tổng cộng 103 show đã được biểu diễn tại nhà hát Imperial Garden. CD solo đầu tiên của Yamada được thông báo vào tuần đầu của show này, Thông tin này đã khiến cho rất nhiều fan shock và lo lắng về việc Yamada sẽ rời khỏi Hey! Say! JUMP và NYC. Anh đã bác bỏ tin đồn này và tuyên bố sẽ vẫn là thành viên của cả hai nhóm nhạc, đồng thời cố gắng trong sự nghiệp solo của mình.

### 2013-nay: Mystery Virgin và Kindaichi Case Files
Ngày 9-1-2013, Yamada tung ra CD solo đầu tiên của mình, "Mystery Virgin". Khi đó anh mới gần 20 tuổi, còn rất trẻ, nhưng single này đã đạt được vị trí đứng đầu trong tuần đầu tiên phát hành theo bảng xếp hạng của Oricon, khiến Yamada trở thành nghệ sĩ trẻ (chưa đến 20 tuổi) đầu tiên trong vòng 32 năm 1 tháng có được single ra mắt xếp hạng nhất cũng như một trong 2 ca sĩ duy nhất trong lịch sử có doanh số single ra mắt cao kỉ lục như vậy (87 555 đĩa trong ngày đầu và 189 000 đĩa trong tuần đầu). Anh cũng là nghệ sĩ nam duy nhất sinh thời Heisei có single xếp hạng nhất. Ở Nhật Bản, mặc dù có rất nhiều bạn nhạc trẻ thường đứng hạng nhất nhưng lại luôn thiếu nhưng nam ca sĩ trẻ solo trong vòng hơn 2 thập kỉ qua. Điều này càng khiến cho thành công của Yamada trở nên ấn tượng.
Ngày 12/1/2013, Yamada quay phim đặc biệt cho bộ truyện nổi tiếng Thám tử Kindaichi,  Kinda'ichi Shōnen no Jikenbo, vụ án Kindaichi Shonen no Jikenbo Hong Kong Kowloon Zaihou Satsujin Jiken (Án mạng Kho báu Cửu Long). Anh thủ vai nhân vật chính - thám tử học sinh Hajime Kindaichi. Bộ phim được quay nhân dịp kỉ niệm 60 năm Công ty Truyền thông Nhật Bản NTV. Bài hát solo của Yamada - Mystery Virgin là ca khúc chủ đề của bộ phim.
Tác giả của series Kindaichi và Tantei Gakuen Q - Shin Kibayashi sau ấy đã khiến tất cả mọi người vô cùng ngạc nhiên khi tiết lộ rằng ông đã có dự định xây dựng series Kindaichi mới do Yamada Ryosuke thủ vai Hajime Kindaichi từ 5 năm nay, sau khi ông gặp Yamada trong khi quay Tantei Gakuen Q vào năm 2006-2007. Kibayashi khi ấy đã hỏi Yamada liệu có thể diễn vai Kindaichi trong tương lai được không vì lúc đó Yamada mới chỉ 14 tuổi, quá nhỏ để có thể diễn vai một học sinh trung học.
Đầu năm 2014, Yamada bắt tay vào quay phim mới trong series Kindaichi - Kindaichi Shonen no Jiken bo Gokumonjuku Satsujin Jiken (The Prison School Murder Case)
Tiếp sau 2 phim này, Yamada lại một lần nữa vào vai cậu thám tử trung học Kindaichi trong series mới Kindaichi Shonen no Jikenbo N (neo) khởi chiếu trên NTV vào 19-7-2014. Ca khúc chủ đề của phim là single mới của Hey! Say! JUMP - "Weekender".

## Sản phẩm phát hành

### Album & Single
Với những bài hát cùng với nhóm, xin vào NYC, Hey! Say! JUMP để biết rõ hơn.

### Solo
CD Mystery Virgin (ミステリーヴァージン) [9/1/2013]
- Asia no Yoru
- Moonlight
- Gin no Sekai ni Negai wo Komete
- Ai no Katamari

### Video âm nhạc (MV)
| Năm  | Bài hát         | Nghệ sĩ          |
| ---- | --------------- | ---------------- |
| 2005 | Seishun Amigo   | Shuuji to Akira  |
| 2006 | Venus           | Tackey & Tsubasa |
| 2006 | Fever to Future | Kitty GYM        |
| 2013 | Mystery Virgin  | Ryosuke Yamada   |
| 2013 | Moonlight       | Ryosuke Yamada   |

### Sáng tác
| Năm  | Album/Bài hát                     | Ca sĩ          | Vai trò  |
| ---- | --------------------------------- | -------------- | -------- |
| 2010 | JUMP NO.1 / "Shinku"              | Hey! Say! JUMP | Viết lời |
| 2012 | JUMP WORLD / "Hana Egao"          | Hey! Say! 7    | Viết lời |
| 2013 | "Gin no Sekai ni Negai wo Komete" | Ryosuke Yamada | Viết lời |
| 2014 | Smart / "Candle"                  | Hey! Say! JUMP | Viết lời |

### DVD
| Năm  | Ngày phát hành | Tựa đề                                      |
| ---- | -------------- | ------------------------------------------- |
| 2006 | 15/2           | Endless Shock                               |
| 2006 | 28/6           | Dream Boys                                  |
| 2006 | 30/8           | Takizawa Hideaki Arigato 2005 Sayonara      |
| 2007 | 18/7           | Takizawa Enbujo                             |
| 2008 | 23/1           | One! The History of Tackey                  |
| 2008 | 3/9            | One-Pound Gospel                            |
| 2008 | 3/12           | Furuhata Chugakusei: Shogai Saisho no Jiken |
| 2009 | 4/3            | Tantei Gakuen Q                             |
| 2009 | 22/4           | Scrap Teacher: Kyoshi Saisei                |
| 2009 | 28/11          | Niini no koto Wasurenaide                   |
| 2010 | 17/3           | Hidarime Tantei Eye SP                      |
| 2010 | 26/3           | Hidarime Tantei Eye                         |
| 2012 | 3/2            | The Smurfs                                  |
| 2012 | 18/7           | Risou no Musuko                             |
| 2013 | 13/3           | Kindaichi Case Files                        |

## TV

### Phim truyền hình
| Năm  | Tên phim                      | Hãng    | Vai diễn           | Ghi chú                   |
| ---- | ----------------------------- | ------- | ------------------ | ------------------------- |
| 2006 | Tantei Gakuen Q SP            | NTV     | Ryu Amakusa        | Vai phụ; phim 2 tiếng     |
| 2007 | Tantei Gakuen Q               | NTV     | Ryu Amakusa        | Vai chính; phim nhiều tập |
| 2008 | One-Pound Gospel              | NTV     | Katsumi Mukoda     | Vai phụ; phim nhiều tập   |
| 2008 | Sensei wa Erai!               | NTV     | Hayato Gunsho      | Vai chính; drama 2 tiếng  |
| 2008 | Furuhata Chugakusei           | Fuji TV | Ninzaburo Furuhata | Vai chính; drama 2 tiếng  |
| 2008 | Scrap Teacher: Kyoushi Saisei | NTV     | Koichi Takasugi    | Vai chính; phim nhiều tập |
| 2009 | Niini no koto Wasurenaide     | NTV     | Yuji Kawai         | Vai phụ; drama 2 tiếng    |
| 2009 | Hidarime Tantei EYE SP        | NTV     | Ainosuke Tanaka    | Vai chính; drama 2 tiếng  |
| 2010 | Hidarime Tantei EYE           | NTV     | Ainosuke Tanaka    | Vai chính; phim nhiều tập |
| 2012 | Yamada Akiyoshi Monogatari    | TBS     | Akiyoshi Yamada    | Vai chính; drama 2 tiếng  |
| 2012 | Risou no Musuko               | NTV     | Daichi Suzuki      | Vai chính; phim nhiều tập |
| 2013 | Kindaichi Case Files          | NTV     | Hajime Kindaichi   | Vai chính; drama 2 tiếng  |
| 2014 | Kindaichi Case Files          | NTV     | Hajime Kindaichi   | Vai chính; drama 2 tiếng  |
| 2014 | Kindaichi Case Files Neo      | NTV     | Hajime Kindaichi   | Vai chính; phim nhiều tập |
| 2013 | "Kyou no hi wa sayonara"      | NTV     | Harada Nobuo       | Vai phụ; drama 2 tiếng    |
| 2014 | "Jigoku Sensei Nube"          | NTV     | Zekki              | Phim dài tập (ep 9)       |
| 2015 | "Okaasan, Ore wa Daijoubu"    | NTV     | Ryohei Sasaki      | Vai chính; drama 2 tiếng  |
| 2016 | Cain and Abel                 | Fuji TV | Yu Takada          | Vai chính; Phim nhiều tập |

### Film
| Năm  | Tên phim           | Vai diễn                     | Ghi chú        |
| ---- | ------------------ | ---------------------------- | -------------- |
| 2011 | The Smurfs         | Clumsy (lồng tiếng)          | Phiên bản Nhật |
| 2014 | Ra.One             | Prateek/Lucifer (lồng tiếng) | Phiên bản Nhật |
| 2015 | Grasshopper        | Cicada/Semi                  | Vai chính      |
| 2015 | Ansatsu Kyoushitsu | Nagisa Shiota                | Vai chính      |

### Show truyền hình
| Năm         | Tên show          | Hãng     |
| ----------- | ----------------- | -------- |
| 2004 - 2007 | Ya-Ya-yah         | TV Tokyo |
| 2004 - nay  | The Shounen Club  | NHK      |
| 2006 - 2007 | You Tachi!        | NTV      |
| 2007 - 2008 | Heisei Families   | NTV      |
| 2008 - 2009 | Show wa Heisei    | NTV      |
| 2009 - nay  | School Kakumei!   | NTV      |
| 2011 - nay  | Yan Yan JUMP      | TV Tokyo |
| 2015 - nay  | Itadaki High JUMP |          |

### Quảng cáo
| Sản phẩm                          | Năm  | Cùng với       |
| --------------------------------- | ---- | -------------- |
| Lotte Gyu Gyutto Icecream         | 2011 |                |
| Ajinomoto COOKDO Koumi paste      | 2012 |                |
| Lotte Plus X Fruitio              | 2010 | Hey! Say! 7    |
| Lotte Fruitio                     | 2009 | Hey! Say! 7    |
| Bourbon- YOROfuru                 |      | Hey! Say! 7    |
| Ghana Chocolate                   |      | Hey! Say! 7    |
| Frugela                           |      | Hey! Say! 7    |
| Wii                               |      | Hey! Say! JUMP |
| ジョイポリス joy police SEGA セガ |      | NYC            |
| KOSE COSMEPORT SUNCUT             | 2017 | Hey!Say! JUMP  |
| KOSE COSMEPORT Softymo LACHESCA   | 2017 | Hey!Say! JUMP  |
| AJINOMOTO Cook Do Komi Paste      | 2017 |                |

## Concert
- Hey Say JUMP I/O th Anniversary Tour 2017-2018
- Hey Say JUMP Dear Live Tour 2016
- Hey Say JUMP Jumping Carnival Live Tour 2015 | Hey Say JUMP S3art Tour 2014
- SUMMARY 2011 (7/8/ 2011 - 25/9/2011)
- Hey! Say! JUMP & Yuuki 100％ Concert với Nakayama Yuma (10/4/2011 - 29/5/2011)
- Hey! Say! JUMP với NYC Spring Concert tour 2011 (Concert Cancelled)
- Hey! Say! JUMP Winter Concert 2010-2011 (12/2010 và 1/2011)
- SUMMARY 2010 (mùa hè 2010)
- Hey! Say! 2010 TEN JUMP Concert (4-5/2010)
- Hey! Say! JUMP Winter Tour (09-10)
- Hey! Say! JUMP Tengoku Concert (mùa hè 2009)
- Hey! Say! Jump-ing Tour '08-'09
- SUMMARY (mùa hè 2008)
- Hey! Say! JUMP Tokyo Dome Debut Concert (22/122007)
- Johnny's Jr. Hey Say 07 in YOKOHAMA ARENA (23-24/9/2007)
- Johnny's Jr. no Daiboken!@Meridian (15–24/8/2007)
- Tour 2007 cartoon KAT-TUN II You (3/4 - 17/6/2007)
- News Concert Tour 2007 (17/2 - 15/7 2007)
- 2007 Kingashinnen Akemashite omedetou Johnny's Jr. Daishugou (2, 3, 4, 6, 7/1/2007)
- Tackey&Tsubasa Christmas concert 2006"2wo you 4our you"(17–24/12/2006)
- Youtachi no ongaku daiundokai (30/9 và 1/11/2006)
- Johnny's Jr. no Daiboken! (15–26/8/2006)
- Hideaki Takizawa 2005 concert~arigatou 2005nen sayonara~ (23–25/12/2005)
- Looking KAT-TUN 2005ing (26–28/8/2005)
- Johnnys Theater SUMMARY Digest (29/7 - 14/9/2005)
- Looking 05 Kat-Tun (29/5 - 26/62005)
- Ya-Ya-yah Haruyasumi Yokohama Arena Concert (26/3/2005)
- Spring 05 Looking Kat-Tun (25 - 27/3/2005)
- KAT-TUN Live Kaizoku (28/12/2004 - 10/1/2005)
- Johnnys Theater "Summary"of Johnnys World (8–29/8/2004)

## Tạp chí
| Thời gian          | Tựa đề                     | Tạp chí   |
| ------------------ | -------------------------- | --------- |
| Tháng 4 2008 - nay | Yamadas                    | Duet      |
| Tháng 4 2013 - nay | Shinku no Oto -Think Note- | Myojo     |
| Tháng 1 2013 - nay | Hey! Say! 7                | Seventeen |